# Ponte Caldelas
Ponte Caldelas település Spanyolországban, Pontevedra tartományban. Ponte Caldelas Fornelos de Montes, Soutomaior, Pontevedra, Cotobade és A Lama községekkel határos. Lakosainak száma 5580 fő (2024).

## Népesség
A település népessége az elmúlt években az alábbi módon változott:
| Lakosok száma | 6390 | 6393 | 6487 | 6422 | 5739 | 5625 | 5562 | 5494 | 5575 | 5580 |
|               | 2001 | 2004 | 2007 | 2009 | 2012 | 2014 | 2017 | 2019 | 2022 | 2024 |